# Independența (okręg Gałacz)
Independența – wieś w Rumunii, w okręgu Gałacz, w gminie Independența. W 2011 roku liczyła 4375 mieszkańców.